# PAS Tehran FC
El PAS Tehran Football Club (en persa باشگاه فوتبال پاس تهران), de vegades anomenat Paas, fou un club de futbol iranià de la ciutat de Teheran oest, al barri d'Ekbatan.
El PAS FC fou la secció de futbol del club esportiu PAS Cultural and Sport Club.

## Història
El 1953 diversos capitans de policia, entre ells el capità Assadolahi, decidiren crear un club de futbol naixent el Police Academy Cadets, participant en el campionat dels Jocs de les Forces Armades, on es classificà en segona posició. Més endavant, el capità Sadeghi juntament amb el capità Assadolahi es convertiren en els responsables de l'equip, el qual passà a anomenar-se Shahrbani FC, essent l'entrenador Bahman Shahidi. El 8 de juliol de 1963 el club es registrà oficialment i adoptà el nom de PAS FC. El major èxit del club fou el triomf en la Lliga de Campions de l'AFC l'any 1993.
La temporada 2006-07 el club acabà 11è a la lliga iraniana. El fet que la ciutat de Teheran tingués un gran nombre de clubs feu que es comencés a plantejar recol·locar el club en alguna altra ciutat. Finalment, el 9 de juny del 2007, el PAS Teheran fou oficialment dissolt i la seva plaça fou ocupada per un nou club anomenat PAS Hamedan. El planter i cos tècnic es traslladaren per tant a la ciutat de Hamedan per formar el nou equip. Pel que fa al club esportiu PAS Cultural and Sport Club restà a Teheran però competint en proves amateurs i de joves, essent possible que en un futur es reactivés la secció de futbol.

## Palmarès
- Lliga de Campions de l'AFC: 
  - 1993
- Lliga iraniana de futbol: [2]
  - 1976–77, 1977–78, 1991–92, 1992–93, 2003–04
- Lliga de Teheran de futbol: [3]
  - 1966–67

## Presidents
- Ferydoon Sadeghi
- Karim Mallahi
- Nasser Shafagh
- Mostafa Ajorloo (2000-2006)
- Hashem Ghiasi (2006-2007)

## Entrenadors
| - Mehdi Asadollahi (1963-1972) - Hassan Habibi (1972-1977) - Homayoun Shahrokhinejad (1978-1980) - Mehdi Monajati (1980-1987) - Ezzatolah Afshar (1988) - Firouz Karimi (1989-1992) - Mehdi Monajati (1993) - Ebrahim Ghasempour (1994-1995) - Firouz Karimi (1996) - Ebrahim Ghasempour (1997) - Bijan Zolfagharnasab (1998-1999) | - Mahmoud Yavari (1999) - Ebrahim Ghasempour (1999-2000) - Hossein Faraki (2000) - Farhad Kazemi (2000-2001) - Firouz Karimi (2001) - Homayoun Shahrokhinejad (2001-2003) - Majid Jalali (2003-2004) - Mustafa Denizli (2004-2006) - Majid Jalali (2006) - Homayoun Shahrokhinejad (2006-2007) |

## Futbolistes destacats
- Khodadad Azizi
- Arash Borhani
- Iraj Danaeifard
- Hossain Faraki
- Behtash Fariba
- Mohsen Garousi
- Ebrahim Ghasempour
- Hassan Habibi
- Vahid Hashemian
- Gevorg Kasparov
- Hossein Kazerani
- Mohammad Khakpour
- Rasoul Khatibi
- Hamlet Mkhitaryan
- Ali Asghar Modir Roosta
- Mohammad Sadeghi
- Javad Nekounam
- Farshad Pious
- Reza Torabian
- Farhad Alavi